# Franklin County, Kansas
Franklin County är ett administrativt område i delstaten Kansas, USA, med 25 992 invånare. Den administrativa huvudorten (county seat) är Ottawa.

## Geografi
Enligt United States Census Bureau har countyt en total area på 1 494 km². 1 487 km² av den arean är land och 7 km² är vatten.

### Angränsande countyn
- Douglas County - nord
- Johnson County - nordost
- Miami County - öst
- Linn County - sydost
- Anderson County - syd
- Coffey County - sydväst
- Osage County - väst

### Orter
- Lane
- Ottawa (huvudort)
- Pomona
- Princeton
- Rantoul
- Richmond
- Wellsville
- Williamsburg